# Wainwright (Alberta)
Pour les articles homonymes, voir Wainwright.

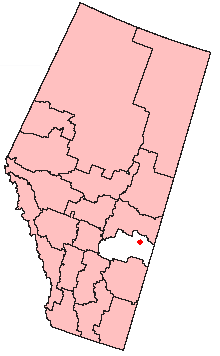
Localisation de Wainwright en Alberta

Wainwright est une ville de l'Alberta au Canada, situé au sud-est d'Edmonton. Elle comprend le centre administratif du district municipal Wainwright No 61[réf. souhaitée]. Elle a été fondée en 1905 sous le nom de Denwood[réf. nécessaire]. Aujourd'hui, la partie nommée Denwood correspond à la garnison Wainwright[réf. nécessaire].

## Démographie
| 2001  | 2006  | 2011  | 2016  |
| ----- | ----- | ----- | ----- |
| 5 117 | 5 426 | 5 925 | 6 270 |